# Georg Schwabenland
Georg Schwabenland (* 14. Dezember 1967 in Hockenheim) ist ein ehemaliger deutscher Ringer. Er war 1991 und 1992 Europameister im freien Stil im Leichtgewicht.

## Werdegang
Georg Schwabenland kam bereits mit sieben Jahren durch seinen Vater zum Ringen. Bereits seit frühestem Alter zählte der Athlet zur nationalen Ringer-Elite. Er startete für den KSV Wiesental und wurde dort von Erich Klaus trainiert. Er rang ausschließlich im freien Stil. In allen Altersgruppen, angefangen von den sog. Schülern (Altersgruppe bis zum 14. Lebensjahr) über die verschiedenen Jugendklassen (B-Jugend, A-Jugend = intern. Juniors) bis hin zu den Junioren (Espoirs), bei denen er von 1985 bis 1988 viermal in Folge deutscher Meister im Leichtgewicht wurde und dann bei den Senioren, gewann er deutsche Meistertitel.
In den Jahren 1980 und 1981 wurde er deutscher Schülermeister, anschließend in den drei darauf folgenden Jahren jeweils Titelträger bei den Jugendlichen. Bei der deutschen Juniorenmeisterschaft 1987 schlug er dabei im Endkampf Alexander Leipold aus Aschaffenburg, der in den folgenden Jahren einer seiner Hauptkonkurrenten werden sollte, ehe er in das Weltergewicht wechselte. Im Juniorenalter wuchs Georg Schwabenland bei einer Größe von 1,73 Metern in das Leichtgewicht hinein, damals bis 68 kg Körpergewicht. In dieser Gewichtsklasse blieb er bis zu seinem Karriereende.
Bereits 1984 feierte Georg Schwabenland seine ersten internationalen Erfolge. Er belegte bei der Junioren-Weltmeisterschaft (Juniors, deutsche Bezeichnung A-Jugend) in Washington in der Klasse bis 65 kg Körpergewicht den 2. Platz hinter dem US-Amerikaner Len Bernstein. Bei der Junioren-Europameisterschaft 1985 in Bologna belegte er in der Klasse bis 70 kg Körpergewicht hinter dem Ungarn János Takács wieder den 2. Platz. Bei der Junioren-Europameisterschaft 1986 (Espoirs) in Lidköping kam er im Leichtgewicht hinter Kenyebek Osmuraliew, UdSSR, dem Bulgaren Angel Sirakow und dem späteren ungarischen Olympiasieger Attila Repka auf den 4. Platz. Unplatziert blieb er allerdings 1987 bei der Junioren-Weltmeisterschaft (Espoirs) in Vancouver, weil er dort nach zwei Niederlagen schon nach der 2. Runde ausschied.
1987 wurde er sich mit einem Finalsieg gegen Helmut Wild aus Kelheim erstmals deutscher Meister bei den Senioren. 1988 und 1989 bezwang er im Finale der Deutschen Meisterschaft den favorisierten Alexander Leipold. Auch in den Jahren 1990 bis 1993 konnte er den Titel des Deutschen Meisters gewinnen. Neben Alexander Leipold bezwang er dabei u. a. mit Ralf Lyding aus Witten, Andreas Kubiak aus Schifferstadt und Ahmet Çakıcı aus Goldbach weitere Weltklasseringer.
Die Erfolge von Georg Schwabenland bei internationalen Meisterschaften bei den Senioren begannen 1988. In diesem Jahr wurde er, der während der Zeit seiner internationalen Ringerlaufbahn Bundeswehrangehöriger war, in Palermo CISM-Militär-Weltmeister im Leichtgewicht vor dem Italiener Fasone und dem US-Amerikaner House. Beim Großen Preis der Bundesrepublik Deutschland unterlag Georg Schwabenland gegen Alexander Leipold, der 1988 Junioren-Europameister geworden war, knapp nach Punkten. Diese Niederlage war ausschlaggebend dafür, dass ihm Alexander Leipold bei der Europameisterschaft 1988 in Manchester und bei den Olympischen Spielen 1988 in Seoul vorgezogen wurde. Ohne Zweifel eine harte Entscheidung des damaligen Bundestrainers Heinz Ostermann zu Lasten von Georg Schwabenland.
1989 kam er dann bei der Europameisterschaft in Ankara im Leichtgewicht zum Einsatz. Er gewann dort auf Anhieb die Silbermedaille und besiegte den sowjetischen Sportler Artur Mutalibow, den Vize-Weltmeister von 1987 Georgios Athanasiadis aus Griechenland und Jozef Svajlenka aus der CSSR. Gegen den Bulgaren Nikolai Kasabow musste er eine knappe Punktniederlage einstecken (1:4 techn. Punkte).
1990 startete er erneut bei der Europameisterschaft, die in Posen stattfand. Er schlug sich dort wieder ganz hervorragend und besiegte u. a. Walentin Gezow aus Bulgarien und Abdulla Magomedow aus der Sowjetunion. Im Endkampf gegen Fevzi Şeker aus der Türkei hatte er Pech mit dem Kampfgericht. Nach ausgeglichenem Kampf zog er kurz vor Schluss gegen Seker einen Griff, den er nach Meinung vieler Ringer-Experten und des gesamten Publikums auch durchbrachte, in dem er in der Endphase von Seker aber gekontert wurde. Das Kampfgericht, das normalerweise Schwabenland eine „2“ und Seker eine „1“ hätte gegen müssen, womit Schwabenland Punktsieger und Europameister geworden wäre, verweigerte ihm die „2“ und gab nur Seker die „1“, womit dieser gewann und Europameister wurde. Bei der Weltmeisterschaft 1990 in Tokio war Georg Schwabenland nicht in Form. Er verlor gegen Georgios Athaniadis und A. Rodriguez aus Kuba, womit er frühzeitig ausschied. Leider ist aus keiner Veröffentlichung zu ersehen, welchen Platz er damit belegte. Er war aber nicht unter den zehn Bestplatzierten.
1991 wurde Georg Schwabenland in Istanbul vor Fatih Özbaş aus der Türkei und Keith Wilson aus den Vereinigten Staaten erneut CISM-Militär-Weltmeister im Leichtgewicht. Bei der Europameisterschaft dieses Jahres in Stuttgart gelang ihm dann der überlegene Titelgewinn, wobei er u. a. Gerard Santoro aus Frankreich u. Georgios Athanasiadis besiegte. Im entscheidenden Kampf ließ er auch dem aus der Sowjetunion stammenden Israeli Maksim Geller keine Chance. Bei der Weltmeisterschaft 1991 in Warna verpasste er mit dem 4. Platz knapp eine Medaille. Er verlor dort gegen den Kanadier Chris Wilson und gegen Walentin Gezow, den er bei der Europameisterschaft 1990 noch geschlagen hatte.
1992 gewann Georg Schwabenland in Kaposvár zum zweiten Mal den Europameistertitel. Dabei brachte er das Kunststück fertig, den Weltmeister von 1989 Boris Budajew aus Russland (GUS) noch mit 6:4 techn. Punkten zu besiegen, obwohl er bereits mit 1:4 techn. Punkten in Rückstand lag. Bei den Olympischen Spielen 1992 in Barcelona siegte er zunächst gegen den Esten Kullo Koiv nach Punkten. In seinem nächsten Kampf gegen Georgios Athanasiadis gelang es keinem der Ringer eine Wertung zu erzielen. Beide Ringer wurden deshalb kurz vor Kampfende disqualifiziert. Da Georg Schwabenland dann seinen nächsten Kampf gegen den Südkoreaner Ko Young-ho verlor, schied er aus und erreichte nur den 11. Platz.
1993 nahm er dann noch einmal an einer Europameisterschaft teil. In Istanbul gelangen ihm Siege über Jost Gisler aus der Schweiz und Wjatscheslaw Jeremejew aus der Ukraine. Gegen Araik Geworgjan aus Armenien und Gotscha Makojew aus Russland verlor er aber und kam auf den 7. Platz.
Sein letzter Start bei einer internationalen Meisterschaft absolvierte er bei der CISM-Militär-Weltmeisterschaft 1995 in Rom. Er erreichte dabei im Leichtgewicht den 5. Platz.
An weiteren internationalen Meisterschaften nahm er nicht mehr teil. Er startete aber noch viele Jahre in der deutschen Bundesliga und rang dabei zeitweise auch für den AC Goldbach. Den deutschen Mannschaftsmeistertitel errang er 1985 mit dem KSV Wiesental und 1996 mit dem AC Goldbach. Georg Schwabenland war ein hervorragender Taktiker. Wenn er in Form war, war es für jeden Ringsportkenner eine Augenweide den eleganten Techniker auf der Matte zu sehen.
Georg Schwabenland erlernte den Beruf des Schlossers und ist heute als Betriebswirt des Handwerks tätig.

## Internationale Erfolge
(alle Wettkämpfe im freien Stil, OS = Olympische Spiele, WM = Weltmeisterschaft, EM = Europameisterschaft, F = freier Stil, Le = Leichtgewicht, damals bis 68 kg Körpergewicht)
| Jahr | Platz | Wettbewerb                              | Gewichtsklasse | |
| 1984 | 2.    | Junioren-WM (Juniors) in Washington     | bis 65 kg KG   | hinter Len Bernstein, USA und vor Georg Neumair, Österreich und David Manciaci, Kanada                                                                                               |
| 1985 | 2.    | Junioren-EM (Juniors) in Bologna        | bis 70 kg KG   | hinter János Takács, Ungarn u. vor Nasir Gadschichanow, UdSSR, Catalin Niri, Rumänien u. Wani Todorow, Bulgarien                                                                     |
| 1986 | 4.    | Junioren-EM (Espoirs) in Lidköping      | Leicht         | hinter Nenybek Osmuraliew, UdSSR, Angel Sirakow, Bulgarien u. Attila Repka, Ungarn, vor Endre Elekes, Ungarn u. Rimo Utriainen, Finnland                                             |
| 1987 | unpl. | Junioren-WM (Espoirs) in Vancouver      | Leicht         | nach Niederlagen gegen Rafael Basto, Kuba und Chris Wilson, Kanada |
| 1988 | 3.    | Großer Preis der CSSR in Prag           | Leicht         | hinter David McKay, Kanada u. Jukka Rauhala, Finnland |
| 1988 | 2.    | Intern. Turnier in Palermo              | Leicht         | hinter Alexander Leipold, BRD u. vor Gerard Santoro, Frankreich |
| 1988 | 1.    | CISM-Militär-WM in Palermo              | Leicht         | vor Fasone, Italien u. House, USA |
| 1989 | 2.    | EM in Ankara                            | Leicht         | mit Siegen über Artur Mutalibow, UdSSR, Georgios Athanasiadis, Griechenland u. Jozef Svajlenka, CSSR u. einer Niederlage gegen Nikolai Kasabow, Bulgarien                            |
| 1990 | 2.    | EM in Posen                             | Leicht         | mit Siegen über Ludwig Küng, Schweiz, Walentin Gezow, Bulgarien, Abdulla Magomedow, UdSSR u. Jean-Philippe Chazeix, Frankreich u. einer Niederlage gegen Fevzi Şeker, Türkei         |
| 1990 | (?)   | WM in Tokio                             | Leicht         | nach Niederlagen gegen Georgios Athanasiadis u. A. Rodriguez, Kuba |
| 1991 | 1.    | „Roger-Coulon“-Memorial in Carcassonne  | Leicht         | vor Ludwig Küng, Gerard Santoro und Ko Young-ho, Südkorea |
| 1991 | 1.    | CISM-Militär-WM in Istanbul             | Leicht         | vor Fatih Özbaş, Türkei, Keith Wilson, USA, Alain Dumur, Frankreich u. Ali Hashim, Pakistan                                                                                          |
| 1991 | 1.    | EM in Stuttgart                         | Leicht         | mit Siegen über Thomas Dravits, Österreich, Gerard Santoro, Jozef Svajlenka, Georgios Athanasiadis u. Maksim Geller, Israel                                                          |
| 1991 | 4.    | WM in Warna                             | Leicht         | mit Siegen über Akaishi Kosei, Japan, Ludwig Küng, Maksim Geller, Calum McNeill, Großbritannien u. Endre Elekes, Ungarn u. Niederlagen gegen Christ Wilson, Kanada u. Walentin Gezow |
| 1992 | 1.    | Roger-Coulon-Turnier in Carcassonne     | Leicht         | vor Christ Wilson, Townsend Saunders, USA u. Max Tudesca, Frankreich |
| 1992 | 5.    | Großer Preis von Deutschland in Leipzig | Leicht         | hinter Gotscha Makojew, UdSSR, Andreas Kubiak, BRD, Ramiz Ramzanow, Bulgarien u. Craig Roberts, Kanada, vor Ludwig Küng                                                              |
| 1992 | 1.    | EM in Kaposvár                          | Leicht         | mit Siegen über Gerard Santoro, Thomas Dravits, Oleg Dragan, Rumänien, Kullo Koiv, Estland, Maksim Geller, Ludwig Küng u. Boris Budajew, GUS                                         |
| 1992 | 11.   | OS in Barcelona                         | Leicht         | mit einem Sieg gegen Kullo Koiv, einer Disqualifikation gemeinsam mit Georgios Athanasiadis u. einer Niederlage gegen Ko Young-ho                                                    |
| 1993 | 2.    | „Alexander-Medwed“-Turnier in Kiew      | Leicht         | hinter Teimuraz Urusow, Russland, vor Eskander Jusupow, Usbekistan, Anatoli Spaitschenkow, Ukraine u. Oleg Koroljew, Russland                                                        |
| 1993 | 1.    | Großer Preis von Deutschland            | Leicht         | vor Roman Motrovich, Ukraine, Sergei Demtschenko, Weißrussland, Andreas Kubiak u. Artur Albinowski, Polen                                                                            |
| 1993 | 7.    | EM in Istanbul                          | Leicht         | mit Siegen über Jost Gisler, Schweiz u. Wjatscheslaw Jeremejew, Ukraine u. Niederlagen gegen Araik Geworgjan, Armenien u. Gotscha Makojew                                            |
| 1995 | 6.    | Großer Preis von Deutschland in Leipzig | Leicht         | hinter Yüksel Sanli, Türkei, Tibor Copik, Slowakei, Kullo Koiv, Ahmet Çakıcı, BRD u. Sergei Demtschenko                                                                              |
| 1995 | 5.    | CISM-Militär-WM in Rom                  | Leicht         | hinter Ali Akbarnejad, Iran, Hihan Sang, China, Wadim Bogijew, Russland u. Ömer Ungör, Türkei, vor Roman Motrovich                                                                   |

## Deutsche Meisterschaften
(nur Senioren)
| Jahr | Platz | Gewichtsklasse | Ergebnis                                                                       |
| 1987 | 1.    | Leicht         | vor Helmut Wild, Kelheim u. Martin Isikkan, Bonn-Duisdorf                      |
| 1988 | 1.    | Leicht         | vor Alexander Leipold, Aschaffenburg u. Christian Poblocki, Mömbis-Königshofen |
| 1989 | 1.    | Leicht         | vor Alexander Leipold u. Ralf Lyding, KSV Witten                               |
| 1990 | 1.    | Leicht         | vor Marian Skubatz, Mömbris-Königshofen u. Ralf Lyding                         |
| 1991 | 1.    | Leicht         | vor Andreas Kubiak, VfK Schifferstadt u. Uwe Böhm, Mainz 88                    |
| 1992 | 1.    | Leicht         | vor Ahmet Çakıcı, AC Goldbach u. Uwe Böhm                                      |
| 1993 | 1.    | Leicht         | vor Werner Kunz, VfK Aalen u. Michael Schröer, AC Hörde 04                     |